# آنا ليلاس
آنا ليلاس (بالكرواتية: Ana Lelas) مواليد 2 أبريل 1983 في كرواتيا، جمهورية يوغوسلافيا الاشتراكية الاتحادية، هي لاعبة كرة سلة كرواتية. بدأت مسيرتها الاحترافية في سنة 2002. تلعب في الدوري الكرواتي لكرة السلة للسيدات. وتحمل الرقم 11. مثلت منتخب بلادها. شاركت في دورة الألعاب الأولمبية الصيفية سنة 2012.

## المسيرة الاحترافية
لعبت مع نادي شيبينيك لكرة السلة للسيدات في موسم 2002–2003، ثم لعبت مع نادي سيلتا دي فيغو لكرة السلة في موسم 2005–2006، ثم لعبت مع نادي بورجيز لكرة السلة للسيدات من سنة 2008 إلى 2010، ثم لعبت مع نادي لات لكرة السلة للسيدات من سنة 2010 إلى 2013، ثم لعبت مع نادي أفينيدا لكرة السلة للسيدات في سنة 2015.

## روابط خارجية
- آنا ليلاس على موقع الاتحاد الدولي لكرة السلة (الإنجليزية)
- آنا ليلاس على موقع كرة السلة الأوروبية.كوم (الإنجليزية)
- آنا ليلاس على موقع بروبوليرز (الإنجليزية)
- آنا ليلاس على موقع سبورتس رفرنس (الإنجليزية)
- آنا ليلاس على موقع أوليمبيديا (الإنجليزية)